# Wright (Florida)
Wright ist  ein census-designated place (CDP) im Okaloosa County im US-Bundesstaat Florida. Das U.S. Census Bureau hat bei der Volkszählung 2020 eine Einwohnerzahl von 26.277 ermittelt. 

## Geographie
Wright grenzt im Süden an die Stadt Fort Walton Beach. Der CDP liegt rund 40 km südlich von Crestview sowie etwa 60 km östlich von Pensacola. Wright wird von den Florida State Roads 85, 188, 189 und 393 durchquert.

## Demographische Daten
Laut der Volkszählung 2010 verteilten sich die damaligen 23.127 Einwohner auf 11.296  Haushalte. Die Bevölkerungsdichte lag bei 1628,7 Einw./km². 69,8 % der Bevölkerung bezeichneten sich als Weiße, 15,5 % als Afroamerikaner, 0,5 % als Indianer und 4,3 % als Asian Americans. 4,6 % gaben die Angehörigkeit zu einer anderen Ethnie und 5,2 % zu mehreren Ethnien an. 11,8 % der Bevölkerung bestand aus Hispanics oder Latinos.
Im Jahr 2010 lebten in 30,6 % aller Haushalte Kinder unter 18 Jahren sowie 20,1 % aller Haushalte Personen mit mindestens 65 Jahren. 59,8 % der Haushalte waren Familienhaushalte (bestehend aus verheirateten Paaren mit oder ohne Nachkommen bzw. einem Elternteil mit Nachkomme). Die durchschnittliche Größe eines Haushalts lag bei 2,32 Personen und die durchschnittliche Familiengröße bei 2,87 Personen.
25,0 % der Bevölkerung waren jünger als 20 Jahre, 32,3 % waren 20 bis 39 Jahre alt, 26,5 % waren 40 bis 59 Jahre alt und 16,1 % waren mindestens 60 Jahre alt. Das mittlere Alter betrug 34 Jahre. 49,9 % der Bevölkerung waren männlich und 50,1 % weiblich.
Das durchschnittliche Jahreseinkommen lag bei 44.830 $, dabei lebten 22,7 % der Bevölkerung unter der Armutsgrenze.
Im Jahr 2000 war Englisch die Muttersprache von 92,78 % der Bevölkerung, spanisch sprachen 3,29 % und 3,93 % hatten eine andere Muttersprache.